# Charles Joseph Étienne Wolf
Charles Joseph Étienne Wolf (ur. 9 listopada 1827, zm. 4 lipca 1918) – francuski astronom.
W roku 1862 Urbain Le Verrier zaoferował mu posadę asystenta w Obserwatorium paryskim.
W roku 1867 wraz z Georges’em Rayetem odkrył typ gwiazd Wolfa-Rayeta. Czerwony karzeł Wolf 359 został odkryty przez innego astronoma o tym samym nazwisku, tj. przez Niemca Maxa Wolfa.